# 配置文件
在计算机科学领域，是一种计算机文件，可以为一些计算机程序配置参数和初始设置。

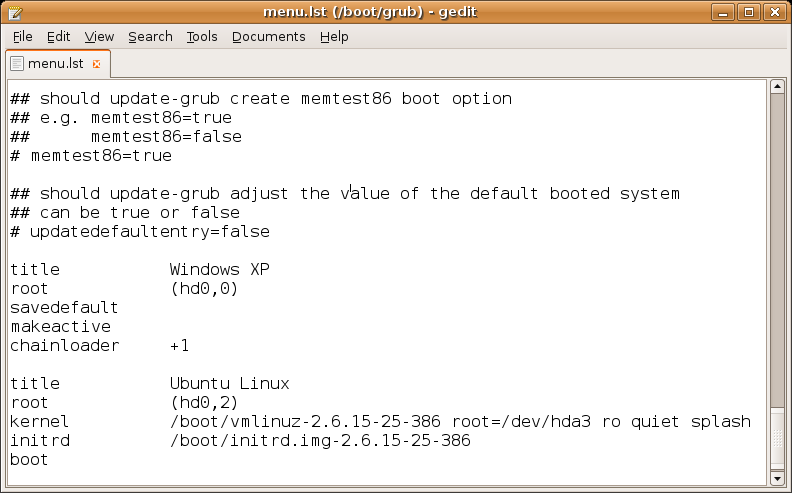
编辑GNU GRUB的配置文件。

## 配置文件与操作系统
各种类Unix系统上有很多不同的配置文件格式，不同的应用程序或者服务也可能使用各自单独的格式，但大多遵从使用纯文本文件的传统，常用简单的键值对格式、类似.cnf、.conf、.cfg、.cg、.ini的文件扩展名。这些配置文件格式几乎都允许使用注释，所以可以用前缀注释字符的方法来关闭设置。默认的配置文件中通常也都有详实的内部文档，以注释的形式出现。
MS-DOS本身只依赖一个配置文件：CONFIG.SYS。在MS-DOS 6之前，这个文件只是简单的键值对纯文本文件（例如DEVICEHIGH=C:\DOS\ANSI.SYS），在此之后才引入了INI格式。MS-DOS中还有一个名叫AUTOEXEC.BAT的标准纯文本批处理文件，用于在启动时执行一系列命令。这两个文件一直保留到了基于MS-DOS的Windows 98SE。
早期的Microsoft Windows系列使用大量的纯文本INI文件，是配置操作系统和应用程序特性的主要手段。现在的Windows中仍保留着读写这些配置文件的API，但从1993年起，微软开始鼓励开发者从使用INI文件转向使用注册表。